# Osmoxylon humile
Osmoxylon humile là một loài thực vật có hoa trong Họ Cuồng cuồng. Loài này được (Elmer) Philipson mô tả khoa học đầu tiên năm 1976.